# 亂馬和小茜的敘事曲
《亂馬和小茜的敘事曲》（日语：乱馬とあかねのバラード）是日本聲優山口勝平和日高範子的單曲。1993年10月6日由Pony Canyon發行。

## 解說
《亂馬和小茜的敘事曲》是由動畫《亂馬1/2》主角早乙女亂馬的聲優山口勝平和女主角天道茜的聲優日高範子，以「亂馬&小茜」名義組成的二重唱組合所發行的唯一單曲。曾被採用當作OVA《亂馬1/2》片尾曲使用。並收錄在與《亂馬1/2》角色聲優（早乙女亂馬〈女生〉（聲優：林原惠）、天道茜（聲優：日高範子）、天道靡（聲優：高山南）、天道霞（聲優：井上喜久子））的井戶端雜談之訪談紀錄「新·咒泉鄉端會議錄」中。
該歌曲首次收錄在1992年10月21日發行的動畫CD原聲帶《亂馬1/2 格鬥歌牌》。

## 收錄歌曲
1. 亂馬和小茜的敘事曲（乱馬とあかねのバラード）
  - 作詞：亂馬的歌劇團文藝部（日语：乱馬的歌劇団御一行様），作曲：川井憲次，編曲：中村暢之（日语：中村暢之）
  - OVA《亂馬1/2》片尾主題曲
2. 亂馬和小茜的敘事曲 (off vocal)
3. 新·咒泉鄉端會議錄 其1
4. 新·咒泉鄉端會議錄 其2
5. 新·咒泉鄉端會議錄 其3